# Deitingen
Deitingen est une commune suisse du canton de Soleure, située dans le district de Wasseramt.

Vue aérienne (1970)

## Culture

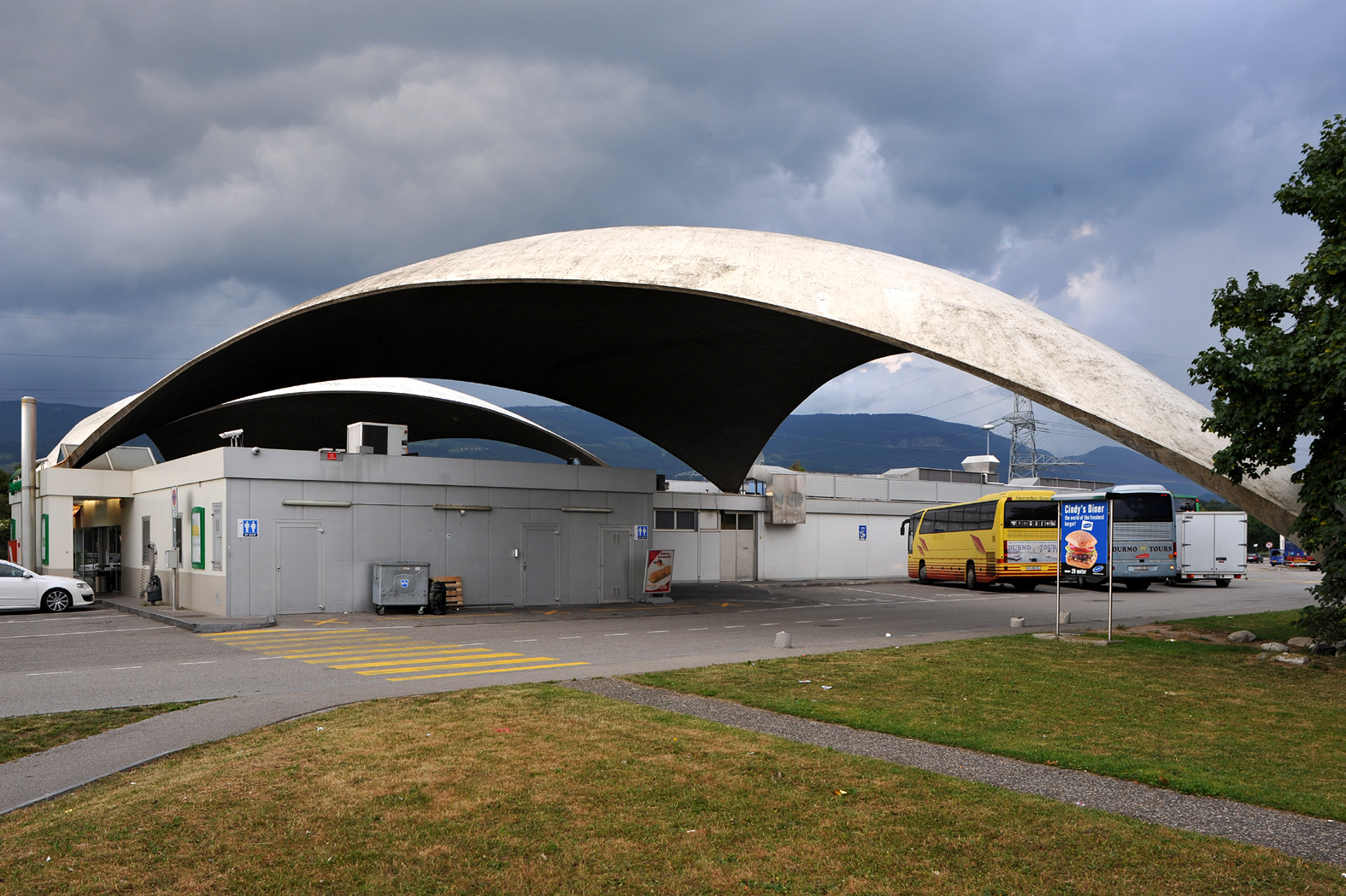
Aire de repos de Deitingen sud.

L’aire de repos de Deitingen sud, sur l'autoroute A1, est protégée par un toit en deux parties triangulaires, réalisé par l’ingénieur Heinz Isler en 1968. C'est l’une des premières réalisations de toit en coque en béton armé de grandes dimensions, ce bâtiment est un bien culturel d’importance régionale.